# Jüdische Gemeinde Neunkirchen (Bad Mergentheim)
Die Jüdische Gemeinde in Neunkirchen, einem Stadtteil von Bad Mergentheim im Main-Tauber-Kreis in Baden-Württemberg, entstand im 16./17. Jahrhundert und existierte bis 1878.

## Geschichte

### Historische Entwicklung der jüdischen Gemeinde
Die jüdische Gemeinde Neunkirchen bestand seit dem 16./17. Jahrhundert bis zu ihrer Auflösung im September 1878. Erstmals wurden im Jahre 1523 Juden am Ort genannt. Die jüdische Gemeinde besaß die Synagoge Neunkirchen, eine jüdische Schule und ein rituelles Bad. Die Toten der Gemeinde wurden auf dem jüdischen Friedhof Unterbalbach bestattet. Ein eigener Lehrer wurde von der Gemeinde angestellt, der auch als Chasan und Schochet tätig war.
1832 wurde die jüdische Gemeinde Neunkirchen mit der jüdische Gemeinde Mergentheim vereinigt und die Gemeindeglieder beider Gemeinden beschlossen, die Mergentheimer Synagoge baulich wesentlich zu erweitern und zu verschönern. Die Gemeinde gehörte nach der Zusammenlegung mit der jüdischen Gemeinde Mergentheim im Jahre 1832 dem im selben Jahr entstandenen Bezirksrabbinat Mergentheim an.

### Opfer des Holocaust
Von den jüdischen Personen, die in Neunkirchen geboren wurden oder längere Zeit im Ort wohnten, kam in der Zeit des Nationalsozialismus Karoline Strauß (* 1871) beim Holocaust nachweislich ums Leben.